# 10.ª etapa da Volta a Espanha de 2022
A 10.ª etapa da Volta a Espanha de 2022 teve lugar a 30 de agosto de 2022 e consistiu numa contrarrelógio individual entre Elche e Alicante sobre um percurso de 30,9 km. O vencedor foi o belga Remco Evenepoel do Quick-Step Alpha Vinyl, aumentando assim a diferença na liderança.

## Classificação da etapa
| Elche - Alicante | contrarrelógio individual | (30,9 km) |

| \| Classificação por etapas \| Classificação por etapas \| Classificação por etapas \| Classificação por etapas \| Classificação por etapas \| \| Ciclista \| Ciclista \| Equipe \| Tempo \| \| \| ------------------------ \| ------------------------ \| ------------------------ \| ------------------------ \| ------------------------ \| \| 1. \| Remco Evenepoel \| Quick-Step Alpha Vinyl \| 33m18s \| \| \| 2. \| Primož Roglič \| Jumbo-Visma \| + 48s \| \| \| 3. \| Rémi Cavagna \| Quick-Step Alpha Vinyl \| + 1m00s \| \| \| 4. \| Carlos Rodríguez \| Ineos Grenadiers \| + 1m22s \| \| \| 5. \| Pavel Sivakov \| Ineos Grenadiers \| + 1m27s \| \| \| 6. \| Lawson Craddock \| BikeExchange-Jayco \| + 1m37s \| \| \| 7. \| Simon Yates \| BikeExchange-Jayco \| + 1m42s \| \| \| 8. \| Tao Geoghegan Hart \| Ineos Grenadiers \| + 1m46s \| \| \| 9. \| Miguel Ángel López \| Astana Qazaqstan Team \| + 1m47s \| \| \| 10. \| Enric Mas \| Movistar Team \| + 1m51s \| \| |                    |                        |         |
| |                    |                        |         |
| Fonte: ProCyclingStats |                    |                        |         |
| Classificação por etapas |                    |                        |         |
| Ciclista | Ciclista           | Equipe                 | Tempo   |
| 1. | Remco Evenepoel    | Quick-Step Alpha Vinyl | 33m18s  |
| 2. | Primož Roglič      | Jumbo-Visma            | + 48s   |
| 3. | Rémi Cavagna       | Quick-Step Alpha Vinyl | + 1m00s |
| 4. | Carlos Rodríguez   | Ineos Grenadiers       | + 1m22s |
| 5. | Pavel Sivakov      | Ineos Grenadiers       | + 1m27s |
| 6. | Lawson Craddock    | BikeExchange-Jayco     | + 1m37s |
| 7. | Simon Yates        | BikeExchange-Jayco     | + 1m42s |
| 8. | Tao Geoghegan Hart | Ineos Grenadiers       | + 1m46s |
| 9. | Miguel Ángel López | Astana Qazaqstan Team  | + 1m47s |
| 10. | Enric Mas          | Movistar Team          | + 1m51s |

## Classificações ao final da etapa

### Classificação geral
| \| Classificação geral \| Classificação geral \| Classificação geral \| Classificação geral \| Classificação geral \| \| Ciclista \| Ciclista \| Equipe \| Tempo \| \| \| ------------------- \| ------------------- \| ---------------------- \| ------------------- \| ------------------- \| \| 1. \| Remco Evenepoel \| Quick-Step Alpha Vinyl \| 34h35m50s \| \| \| 2. \| Primož Roglič \| Jumbo-Visma \| + 2m41s \| \| \| 3. \| Enric Mas \| Movistar Team \| + 3m03s \| \| \| 4. \| Carlos Rodríguez \| Ineos Grenadiers \| + 3m55s \| \| \| 5. \| Simon Yates \| BikeExchange-Jayco \| + 4m50s \| \| \| 6. \| Juan Ayuso \| UAE Team Emirates \| + 4m53s \| \| \| 7. \| João Almeida \| UAE Team Emirates \| + 6m45s \| \| \| 8. \| Miguel Ángel López \| Astana Qazaqstan Team \| + 6m50s \| \| \| 9. \| Pavel Sivakov \| Ineos Grenadiers \| + 7m06s \| \| \| 10. \| Tao Geoghegan Hart \| Ineos Grenadiers \| + 7m37s \| \| |                    |                        |           |
| |                    |                        |           |
| Fonte: ProCyclingStats |                    |                        |           |
| Classificação geral |                    |                        |           |
| Ciclista | Ciclista           | Equipe                 | Tempo     |
| 1. | Remco Evenepoel    | Quick-Step Alpha Vinyl | 34h35m50s |
| 2. | Primož Roglič      | Jumbo-Visma            | + 2m41s   |
| 3. | Enric Mas          | Movistar Team          | + 3m03s   |
| 4. | Carlos Rodríguez   | Ineos Grenadiers       | + 3m55s   |
| 5. | Simon Yates        | BikeExchange-Jayco     | + 4m50s   |
| 6. | Juan Ayuso         | UAE Team Emirates      | + 4m53s   |
| 7. | João Almeida       | UAE Team Emirates      | + 6m45s   |
| 8. | Miguel Ángel López | Astana Qazaqstan Team  | + 6m50s   |
| 9. | Pavel Sivakov      | Ineos Grenadiers       | + 7m06s   |
| 10. | Tao Geoghegan Hart | Ineos Grenadiers       | + 7m37s   |

### Classificação por pontos
| Classificação por pontos | Classificação por pontos | Classificação por pontos | Classificação por pontos | Classificação por pontos |
| Ciclista                 | Ciclista                 | Equipe                   | Pontos                   |                          |
| ------------------------ | ------------------------ | ------------------------ | ------------------------ | ------------------------ |
| 1.                       | Mads Pedersen            | Trek-Segafredo           | 147 pts                  |                          |
| 2.                       | Remco Evenepoel          | Quick-Step Alpha Vinyl   | 85 pts                   |                          |
| 3.                       | Marc Soler               | UAE Team Emirates        | 81 pts                   |                          |
| 4.                       | Primož Roglič            | Jumbo-Visma              | 73 pts                   |                          |
| 5.                       | Fred Wright              | Bahrain Victorious       | 67 pts                   |                          |
| 6.                       | Samuele Battistella      | Astana Qazaqstan Team    | 67 pts                   |                          |
| 7.                       | Enric Mas                | Movistar Team            | 61 pts                   |                          |
| 8.                       | Daniel McLay             | Arkéa-Samsic             | 41 pts                   |                          |
| 9.                       | Jay Vine                 | Alpecin-Deceuninck       | 40 pts                   |                          |
| 10.                      | Jesús Herrada            | Cofidis                  | 40 pts                   |                          |

### Classificação da montanha
| Classificação da montanha | Classificação da montanha | Classificação da montanha          | Classificação da montanha | Classificação da montanha |
| Ciclista                  | Ciclista                  | Equipe                             | Pontos                    |                           |
| ------------------------- | ------------------------- | ---------------------------------- | ------------------------- | ------------------------- |
| 1.                        | Jay Vine                  | Alpecin-Deceuninck                 | 40 pts                    |                           |
| 2.                        | Robert Stannard           | Alpecin-Deceuninck                 | 21 pts                    |                           |
| 3.                        | Jimmy Janssens            | Alpecin-Deceuninck                 | 17 pts                    |                           |
| 4.                        | Marc Soler                | UAE Team Emirates                  | 16 pts                    |                           |
| 5.                        | Thibaut Pinot             | Groupama-FDJ                       | 12 pts                    |                           |
| 6.                        | Rubén Fernández           | Cofidis                            | 11 pts                    |                           |
| 7.                        | Louis Meintjes            | Intermarché-Wanty-Gobert Matériaux | 10 pts                    |                           |
| 8.                        | Mark Padun                | EF Education-EasyPost              | 10 pts                    |                           |
| 9.                        | Jesús Herrada             | Cofidis                            | 10 pts                    |                           |
| 10.                       | Remco Evenepoel           | Quick-Step Alpha Vinyl             | 9 pts                     |                           |

### Classificação dos jovens
| Classificação dos jovens | Classificação dos jovens | Classificação dos jovens | Classificação dos jovens | Classificação dos jovens |
| Ciclista                 | Ciclista                 | Equipe                   | Tempo                    |                          |
| ------------------------ | ------------------------ | ------------------------ | ------------------------ | ------------------------ |
| 1.                       | Remco Evenepoel          | Quick-Step Alpha Vinyl   | 34h35m50s                |                          |
| 2.                       | Carlos Rodríguez         | Ineos Grenadiers         | + 3m55s                  |                          |
| 3.                       | Juan Ayuso               | UAE Team Emirates        | + 4m53s                  |                          |
| 4.                       | João Almeida             | UAE Team Emirates        | + 6m45s                  |                          |
| 5.                       | Pavel Sivakov            | Ineos Grenadiers         | + 7m06s                  |                          |
| 6.                       | Thymen Arensman          | Team DSM                 | + 8m44s                  |                          |
| 7.                       | Gino Mäder               | Bahrain Victorious       | + 11m52s                 |                          |
| 8.                       | Sergio Higuita           | Bora-Hansgrohe           | + 13m36s                 |                          |
| 9.                       | José Félix Parra         | Equipo Kern Pharma       | + 25m09s                 |                          |
| 10.                      | Clément Champoussin      | AG2R Citroën Team        | + 39m00s                 |                          |

### Classificação por equipas
| Classificação por equipes | Classificação por equipes          | Classificação por equipes | Classificação por equipes |
| Equipe                    | Equipe                             | Tempo                     |                           |
| ------------------------- | ---------------------------------- | ------------------------- | ------------------------- |
| 1.                        | Ineos Grenadiers                   | 103h14m01s                |                           |
| 2.                        | UAE Team Emirates                  | + 29s                     |                           |
| 3.                        | Bahrain Victorious                 | + 11m31s                  |                           |
| 4.                        | Movistar Team                      | + 12m45s                  |                           |
| 5.                        | EF Education-EasyPost              | + 14m02s                  |                           |
| 6.                        | Astana Qazaqstan Team              | + 14m09s                  |                           |
| 7.                        | Intermarché-Wanty-Gobert Matériaux | + 16m43s                  |                           |
| 8.                        | Jumbo-Visma                        | + 19m01s                  |                           |
| 9.                        | Bora-Hansgrohe                     | + 19m51s                  |                           |
| 10.                       | Groupama-FDJ                       | + 43m50s                  |                           |

## Abandonos
Edoardo Affini, com febre, Floris De Tier, lesionado, Mathias Norsgaard, Jarrad Drizners, Ethan Hayter, Harry Sweeny, José Herrada e Sam Bennett, todos eles depois de ter dado positivo em COVID-19, não tomaram a saída.